# Spisak lanaca supermarketa u Austriji
U Austriji posluju sledeći trgovački lanci:
| Supermarket        | Slika        | Godina osnivanja/ulaska na tržiste Austrije | Sedište kompanije/ vlasništvo                                                 | Broj filijala      | Ostali podaci |
| ------------------ | ------------ | ------------------------------------------- | ----------------------------------------------------------------------------- | ------------------ | --- |
| Billa              | Billa u Beču | 1953                                        | Viner Nojdorf /REWE International AG                                          | 1.027 (kraj 2012.) | pored klasičnih filijala postoje još 3 tipa Billa filijala: Bila Korzo ( ) filijale su opremljene asortimanom lukuszinh internacionalnih proizvoda, Bila Boks ( ) nudi sveže sendviče i gotovu hranu dok su Bila stop i šop ( ) filijale manje i locirane na pojedinim benzinskim pumpama. |
| Peni market ( )    |              | 1973/2003                                   | Keln / REWE International AG                                                  | ~ 300              | spada u kategoriju diskontnih supermarketa gde se po relativno povoljnim cenama može naći nesto skromniji asortiman proizvoda. Prisutan je u 8 evropskih država a glavni konkurenti su Hofer i Lidl. |
| Lidl               |              | 1973/1998                                   | Nekarsulm / Lidl Stiftung & Co. KG                                            | ~ 200              | jedan od najvećih diskontnih supermarketa u Evropi gde se po povoljnim cenama može naći nešto skormniji asortiman proizvoda. |
| Hofer              |              | 1913/1968                                   | Milhajm na Ruru /                                                             | 430+               | jedan od najvećih diskontnih supermarketa u Evropi, u Austriji je sa 20% udela na trzistu prehrambenih proizvoda na prvom mestu. |
| Špar ( )           |              | 1932/1954                                   | Amsterdam (odnosno za Austriju Salzburg)/SPAR Österreichische Warenhandels-AG | 1470 (2011)        | Špar funkcionise po prinipu franšize pri čemu je austrijsko trgovačko Špar-udruženje ( ) najveće na svetu. Špar filijale su tipske: najbrojniji su klasični Špar-supermaketi, Eurošpar filijale obuhvataju pored povećanog asortimana prehrambenih proizvoda i neprehrambedni asortiman dok su Interšpar filijale klasični hipermarketi, najveći u lancu Špar filijala. Špar ekspres filijale su manje i uglavnom namenjene za usputnu kupovinu dok se, isključivo u Austriji, od skoro sreću i filijale sa velikim izborom najrazličitijih specijaliteta uglavnom luksuznih namirnica. |
| Metro Cash & Carry |              | 1964/1971                                   | Diseldorf / Metro AG                                                          | 12                 | Za razliku od ostalih maloprodajnih trgovčkih lanaca Metro je namenjen pre svega profesionalnim kupcima a ne krajnjem potrošaču. Za kupovinu je potrebna članska kartica metro kluba koju mogu da dobiju isključivo preduzetnici i pravna lica. |
| Merkur             |              | 1969                                        | Viner Nojdorf / REWE International AG                                         | 126                | Slogan Merkur grupe glasi ‘Neverovatno je teško biti najbolji!’ i podrazumeva stalnu kontrolu kvaliteta i cena proizvoda kao i prijatnu atmosferu u filijalama ovog trgovačkog lanca. Spoljašnji izgled filijala karakterišu zelena i bela boja uz obavezan logo zelene jabuke koji šalje jasnu marketinšku poruku kupcima. Za ovakav dizajn filijala Merkur je već dva puta nagrađivan, poslednji put nagradom za ‘Inovacije u arhitekturi’ u Njujorku. |
| Cilpunkt ( )       |              | 1967                                        | Beč (Lizing) /BOW Beteiligungs Gmbh                                           | 285                | Zielpunkt se pozicionirao na tržistu kao spoj diskontnih i klasičnih supermarketa. Pored velikog asortimana proizvoda nudi i uvozne artikle iz zemalja Balkana i Turske te je time posebno okrenut kupcima migrantskog porekla. Osim toga značajan je i socijalni angažman pre svega kroz saradnju sa Karitasom. |